# James Shirley
James Shirley, född 1596 i London, död 1666, var en engelsk skådespelsförfattare.
Shirley var ett par år skollärare, men ägnade sig sedan uteslutande åt litteraturen. Han skrev förutom mindre dikter 39 teaterstycken, huvudsakligen komedier, vilka utmärker sig för fyndighet, teknisk färdighet, regelbunden versbyggnad och ett språk, som är besläktat med de stora engelska dramatikernas. Mest bekanta är The lady of pleasure (tryckt 1637), The young admirall (samma år), The gratefull servant (1630), The traitor (1635) och The doubtfull heir (1652).